# الهام مکرم
الهام مکرم (به انگلیسی: Elham Makram) مهندس برق، استاد دانشگاه کلمسون و عضو پیوسته مؤسسه مهندسان برق و الکترونیک است.